# ダグアウトの向こう
『ダグアウトの向こう』（ダグアウトのむこう）は、神奈川県横浜市を本拠とするプロ野球球団の横浜DeNAベイスターズの舞台裏を捉えた公式ドキュメンタリーのシリーズ。毎年シーズン終了後に1作発表されている。
ここでは、続編となる『FOR REALシリーズ』（フォー リアルシリーズ）またその続編のBBB（BAY BLUE BLUES）及び勝ち切る覚悟も記述する。

## 概要
2011年12月1日に誕生した横浜DeNAベイスターズの新球団初年度の舞台裏の様子を、球団オフィシャルカメラがダグアウト（Dugout）の中にまで入り込んで1年間撮影し続けた。その映像を編集して1本のドキュメンタリー『ダグアウトの向こう〜横浜DeNAベイスターズ1年目の記録〜』を完成させ、2012年12月9日にDVDを発売した。発売日には横浜みなとみらい21にある映画館ブリリア ショートショート シアター（128席+車椅子2席）を1日貸し切って、DVD完成披露上映会を4回行い、上映会のチケットは完売した。また、DVDは初回生産版の3000本が完売し、その後、通常版が発売された。翌年3月には映画館ブリリア ショートショート シアターにて劇場公開された（1日1回の上映で、3月15〜23日のうちの4日間）。
2013年シーズンも、球団オフィシャルカメラが球団の舞台裏をまとめた公式ドキュメンタリー『ダグアウトの向こう 2013』が製作された。約180時間の映像が撮影され、それを100分に編集した。完成披露上映イベントを4回（12月7、8、14、15日の各日1回）、横浜市桜木町にある映画館（シネマコンプレックス）横浜ブルク13のシアター1（400席+車椅子4席）にて行った。その後、横浜みなとみらい21にある映画館ブリリア ショートショート シアターにて劇場公開された（1日1回の上映で、12月16〜29日のうちの9日間）。また、DVDは12月17日に発売され、初回生産限定盤5000本が完売し、その後、通常版が発売された。また、翌年3月には再び劇場公開された。上映劇場は、シネマコンプレックスの横浜ブルク13（1日1回の上映で、3月24 - 28日の5日間）と横浜市中区にある映画館シネマ・ジャック&ベティ（1日1回の上映で、3月29日 - 4月4日の7日間）。
2014年シーズンも、球団オフィシャルカメラが球団の舞台裏をまとめた公式ドキュメンタリー『ダグアウトの向こう -今を生きるということ。』が製作された。12月6日から全国9か所以上の映画館にて劇場公開された（完成披露と称したイベントはなく、初日と2日目に横浜市桜木町にあるシネマコンプレックス横浜ブルク13のシアター1（400席+車椅子4席）にて舞台挨拶が各日2回行われた）。DVDは12月13日より発売された。また、12月26日に第1〜3作をまとめたBlu-ray Discボックス・セットが発売された。
2015年シーズンは諸事情により制作されなかった。
2016年シーズンは球団初のクライマックスシリーズ進出に伴い、新たなシリーズを制作することとなり、『FOR REAL -ベイスターズ、クライマックスへの真実。-』として2017年1月14日から神奈川県内の6館で劇場公開されることとなった。
2017年シーズンはチームが19年ぶりに日本シリーズに進出したことで『FOR REAL -必ず戻ると誓った、あの舞台へ。-』として、2017年12月9日から公開された。神奈川県外でも上映された。
2018年シーズンは最終的にクライマックスシリーズを逃したため、『FOR REAL -遠い、クライマックス。-』として2018年12月14日から公開された。前年に引き続き神奈川県外でも上映された。
2019年シーズンはDeNA初年度の2012年からチームの主力であった筒香嘉智が前年オフにMLBへの移籍を表明していたことを受け、『FOR REAL -戻らない瞬間、残されるもの。-』として、12月20日から上映されることが発表された。
2020年シーズンは諸事情により制作されなかった。
2021年シーズンは三浦大輔監督就任1年目を終えたことに伴い、『BBB（BAY BLUE BLUES）2021』として、12月22日から上映されることが発表された。
2022年・2023年シーズンは諸事情により制作されなかった。
2024年シーズンは、レギュラーシーズン3位ながら、26年ぶりに日本シリーズで優勝したことで、『勝ち切る覚悟 ～日本一までの79日～』として、12月25日から上映されることが発表された。

## 各作品

### ダグアウトの向こう〜横浜DeNAベイスターズ1年目の記録〜
- 2012年シーズンのベイスターズの舞台裏を描く。上映時間84分。
- 2013年3月15日 劇場公開
  - 公開時の上映劇場：ブリリア ショートショート シアター（神奈川県、4日間各日1回のみの上映）
- 2012年12月9日 DVD発売
- 2014年12月26日 Blu-ray Disc発売（第1〜3作のボックス・セット）

### ダグアウトの向こう 2013
- 2013年シーズンのベイスターズの舞台裏を描く。上映時間100分。
- 2013年12月16日 劇場公開
  - 公開時の上映劇場：ブリリア ショートショート シアター（神奈川県、9日間各日1回のみの上映）
- 2013年12月17日 DVD発売
- 2014年12月26日 Blu-ray Disc発売（第1〜3作のボックス・セット）

### ダグアウトの向こう -今を生きるということ。
- 2014年シーズンのベイスターズの舞台裏を描く。上映時間92分。
- 主題歌：高橋優「未だ見ぬ星座」[27]
- 2014年12月6日 劇場公開
  - 公開時の上映劇場：横浜ブルク13、チネチッタ川崎、ブリリア ショートショート シアター（以上神奈川県）、新宿バルト9（東京都）、フォーラム福島（福島県）、T・ジョイ長岡（新潟県）、ピカデリー名古屋（愛知県）、梅田ブルク7（大阪府）、T・ジョイ博多（福岡県）
- 2014年12月13日 DVD発売
- 2014年12月26日 Blu-ray Disc発売（第1 - 3作のボックス・セット）

### FOR REAL -ベイスターズ、クライマックスへの真実。-
- 2016年シーズンのベイスターズの舞台裏を描く。
- 主題歌：秦基博「青」[28]
- 2017年1月14日 劇場公開
  - 公開時の上映劇場：横浜ブルク13、チネチッタ川崎、イオンシネマ港北ニュータウン、横須賀HUMAXシネマズ、シネプレックス平塚、ブリリア ショートショート シアター（全て神奈川県）
- 2017年1月28日 Blu-ray Disc・DVD発売

### FOR REAL -必ず戻ると誓った、あの舞台へ。-
- 2017年シーズンのベイスターズの舞台裏を描く。
- 2017年12月9日 劇場公開
  - 公開時の上映劇場：横浜ブルク13、チネチッタ川崎、イオンシネマ港北ニュータウン、横須賀HUMAXシネマズ、シネプレックス平塚、TOHOシネマズ海老名（以上神奈川県）、ユナイテッドシネマ札幌（北海道）、新宿バルト9（東京都）、イオンシネマ幕張新都心（千葉県）、イオンシネマ浦和美園（埼玉県）、109シネマズ名古屋（愛知県）、梅田ブルク7（大阪府）、T・ジョイ博多（福岡県）
- 2018年1月5日 Blu-ray Disc・DVD発売

### FOR REAL -遠い、クライマックス。-
- 2018年シーズンのベイスターズの舞台裏を描く。
- 2018年12月14日 劇場公開
  - 公開時の上映劇場：横浜ブルク13、TOHOシネマズららぽーと横浜、チネチッタ川崎、イオンシネマ港北ニュータウン、横須賀HUMAXシネマズ、シネプレックス平塚（以上神奈川県）、ユナイテッドシネマ札幌（北海道）、新宿バルト9（東京都）、シネプレックス幕張（千葉県）、イオンシネマ浦和美園（埼玉県）、109シネマズ名古屋（愛知県）、梅田ブルク7（大阪府）、T・ジョイ博多（福岡県）
- 2019年1月2日 DVD・通常版Blu-ray Disc発売
- 2019年1月26日 特別版Blu-ray Disc発売

### FOR REAL -戻らない瞬間、残されるもの。-
- 2019年シーズンのベイスターズの舞台裏を描く。
- 2019年12月20日 劇場公開
  - 横浜ブルク13、TOHOシネマズららぽーと横浜、チネチッタ川崎、イオンシネマ港北ニュータウン、シネプレックス平塚（以上神奈川県）、ユナイテッドシネマ札幌（北海道）[29]、新宿バルト9（東京都）[29]、シネプレックス幕張（千葉県）[29]、イオンシネマ浦和美園（埼玉県）[30]、Ｔ・ジョイ新潟万代 （新潟県）[31]、109シネマズ名古屋（愛知県）[31]、梅田ブルク7（大阪府）[31]、シネマサンシャイン下関[31]、(山口県) 、T・ジョイ博多（福岡県）[31]
- 2020年1月4日 DVD・通常版Blu-ray Disc発売
- 2020年2月24日 特別版Blu-ray Disc発売

### BBB（BAY BLUE BLUES）2021
- 2021年シーズンのベイスターズの舞台裏を描く。
- 2021年12月22日 劇場公開
  - 横浜ブルク13、TOHOシネマズららぽーと横浜、チネチッタ川崎、イオンシネマ港北ニュータウン、横須賀HUMAXシネマズ、シネプレックス平塚（以上神奈川県）、ユナイテッドシネマ札幌（北海道）、新宿バルト9（東京都）、シネプレックス幕張（千葉県）、イオンシネマ浦和美園（埼玉県）、T・ジョイ新潟万代 （新潟県）、109シネマズ名古屋（愛知県）、梅田ブルク7（大阪府）、シネマサンシャイン下関(山口県) 、T・ジョイ博多（福岡県）、ミハマ７プレックス(沖縄県) [32]
- 2022年1月末 DVD・通常版Blu-ray Disc発売予定
- 2022年2月中旬特別版Blu-ray Disc発売予定

### 勝ち切る覚悟　〜日本一までの79日〜
- 2024年シーズンのベイスターズが日本一になるまでの舞台裏を描く。上映時間81分。
- 2024年12月25日 劇場公開
  - 横浜ブルク13、TOHOシネマズららぽーと横浜、TOHOシネマズ海老名、チネチッタ川崎、イオンシネマ港北ニュータウン、イオンシネマ座間、イオンシネマ新百合ヶ丘、横須賀HUMAXシネマズ、ローソン・ユナイテッドシネマSTYLE-Sみなとみらい、シネプレックス平塚、MOVIX橋本、シネマワールド小田原、109シネマズ川崎、109シネマズゆめが丘（以上神奈川県）、新宿バルト9、T・ジョイPRINCE品川、TOHOシネマズ錦糸町、池袋HUMAXシネマズ、TOHOシネマズ日本橋（以上東京都）、ユナイテッドシネマ札幌（北海道）、MOVIX仙台（宮城県）、シネプレックス幕張、T・ジョイ蘇我（以上千葉県）、T・ジョイ　エミテラス所沢、MOVIXさいたま（以上埼玉県）、松本シネマライツ（長野県）、T・ジョイ新潟万代 （新潟県）、109シネマズ名古屋（愛知県）、T・ジョイ梅田（大阪府）、109シネマズHAT神戸（兵庫県）、TOHOシネマズ橿原（奈良県）、広島バルト11（広島県）、シネマサンシャイン下関（山口県）[33]、T・ジョイ博多（福岡県）、ミハマ7プレックス(沖縄県)